# شهرستان گوسونگ (گیونگ‌سانگ جنوبی)
شهرستان گوسونگ (به لاتین: Goseong County) یک منطقهٔ مسکونی در کره جنوبی است که در استان گیونگ‌سانگ جنوبی واقع شده‌است. شهرستان گوسونگ ۶۶۴٫۳۴ کیلومتر مربع مساحت و ۲۹٬۱۱۸ نفر جمعیت دارد.